# White Hart Lane
Il White Hart Lane è stato uno stadio calcistico di Londra (Inghilterra), situato nel quartiere di Tottenham, costruito nel 1899 e demolito nel 2017. Ha ospitato per 118 anni (dal 1899 al 2017) le partite casalinghe del Tottenham.
Inaugurato il 4 settembre 1899, al termine della sua vita aveva una capienza di 36.284 posti, anche se il primato di affluenza si registrò il 5 marzo 1938: 75.038 spettatori per l'incontro di FA Challenge Cup tra Tottenham e Sunderland. Nel 1948 lo stadio ospitò la fase preliminare di calcio dei Giochi della XIV Olimpiade. Nel settembre 1953 il terreno fu dotato di un sistema di illuminazione per le partite da disputarsi in notturna. Lo stadio è stato rinnovato per la prima volta nel 1925, al quale ne sono seguite altre nel corso degli anni settanta e novanta, fino a quando si è optato per la sua demolizione.
Il 14 maggio 2017 ha ospitato l'ultima partita del Tottenham (vittoria per 2-1 contro il Manchester United). I lavori per la demolizione sono iniziati subito dopo. Al suo posto è stato costruito il Tottenham Hotspur Stadium, inaugurato nel 2019.

## Caratteristiche
Il White Hart Lane è stato costruito su pianta rettangolare, che ha consentito negli anni di poter avere un numero di posti a sedere sempre maggiore. Lo stadio possedeva due curve (North Stand e South Stand) e due tribune (West Stand ed East Stand) per una capacità totale di 36.230 posti, il terreno era in erba naturale rinforzata e misurava 100 x 67 metri. Negli anni novanta sono stati inseriti due megaschermi di fronte alle curve.

## Incontri Internazionali

### Partite dei Giochi Olimpici 1948
- Svezia 3-0  Austria - (ottavi di finale, 2 agosto).

### Finali di Coppa UEFA
- Tottenham 1-1  Wolverhampton - (ritorno, 17 maggio 1972);
- Tottenham 1-1  Feyenoord - (andata, 21 maggio 1974);
- Tottenham 1-1  Anderlecht - (ritorno, 23 maggio 1984).

## Galleria d'immagini

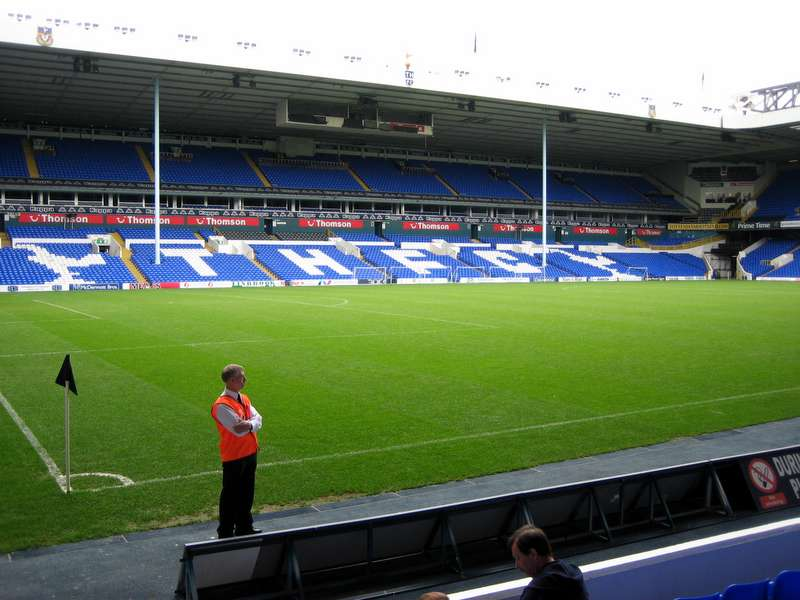
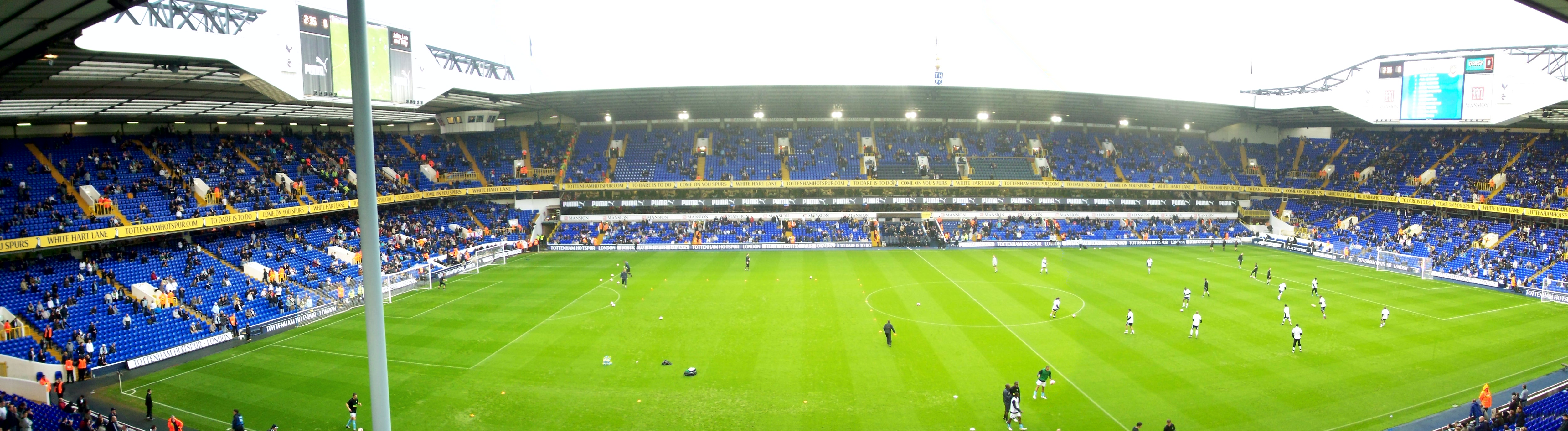
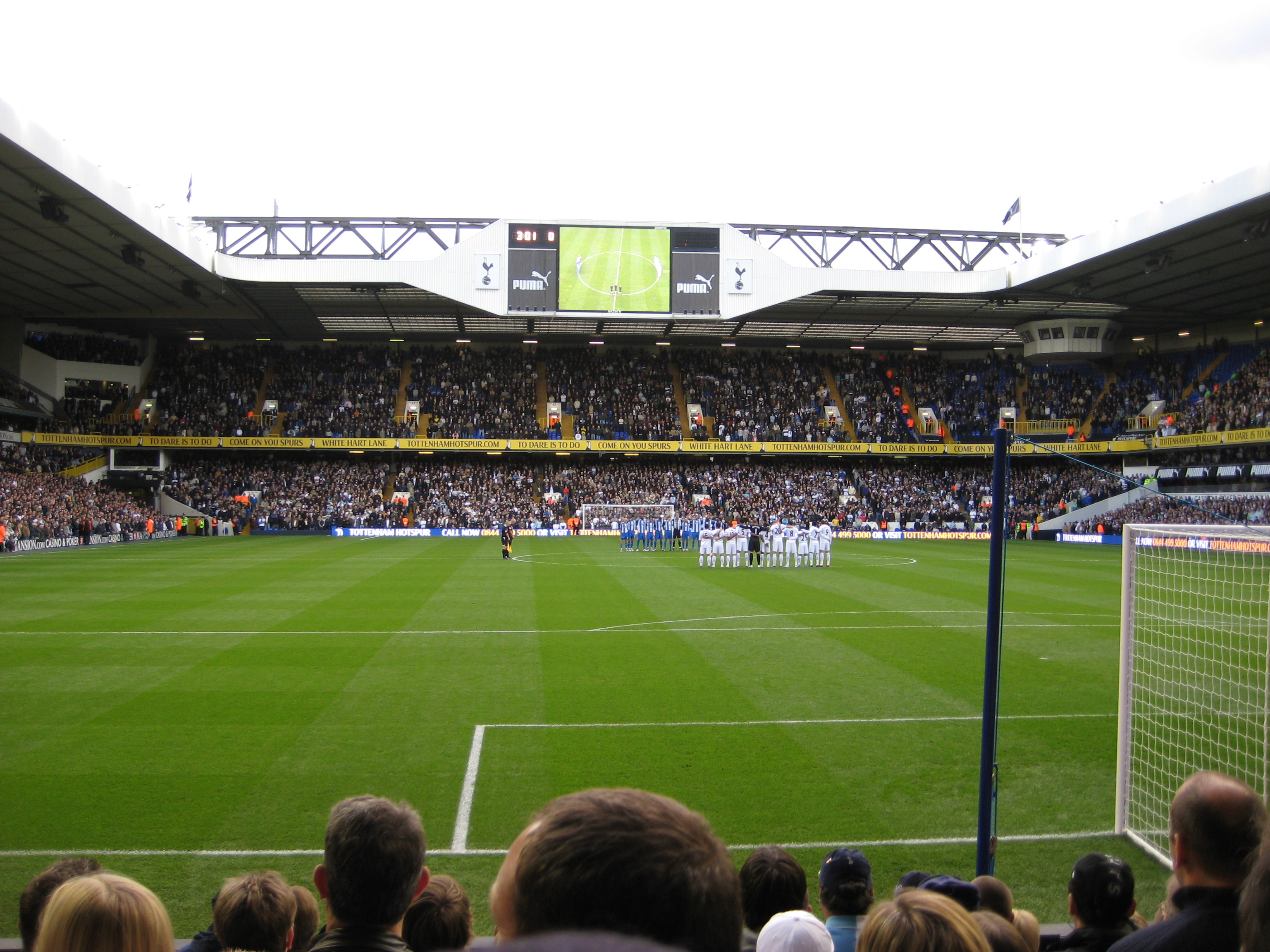
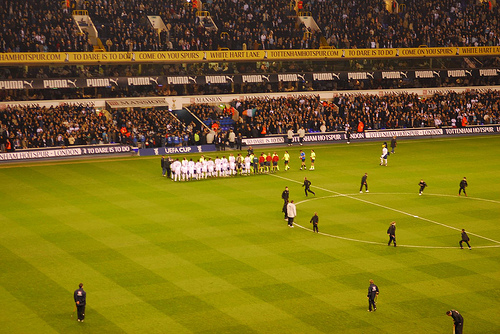
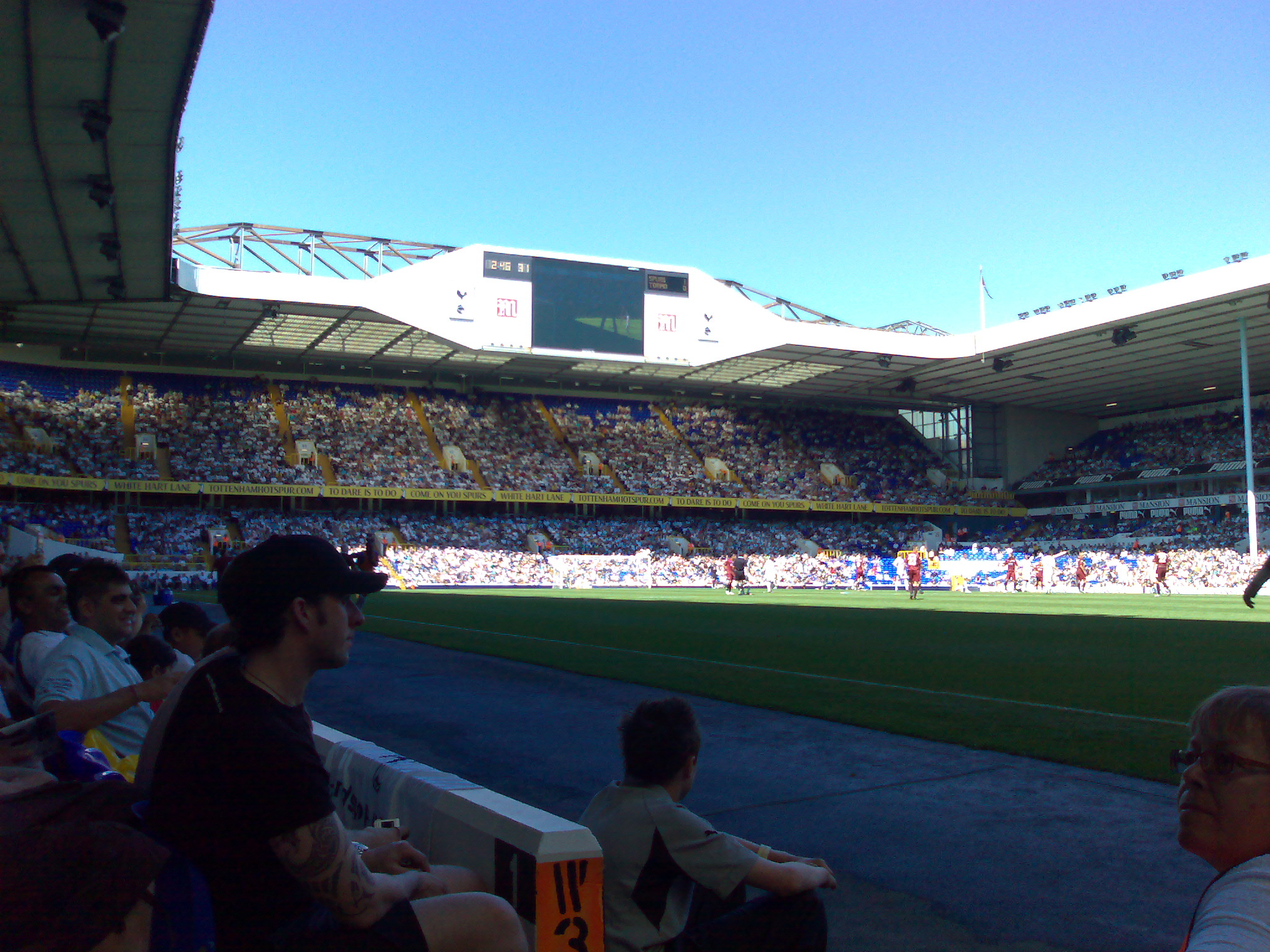
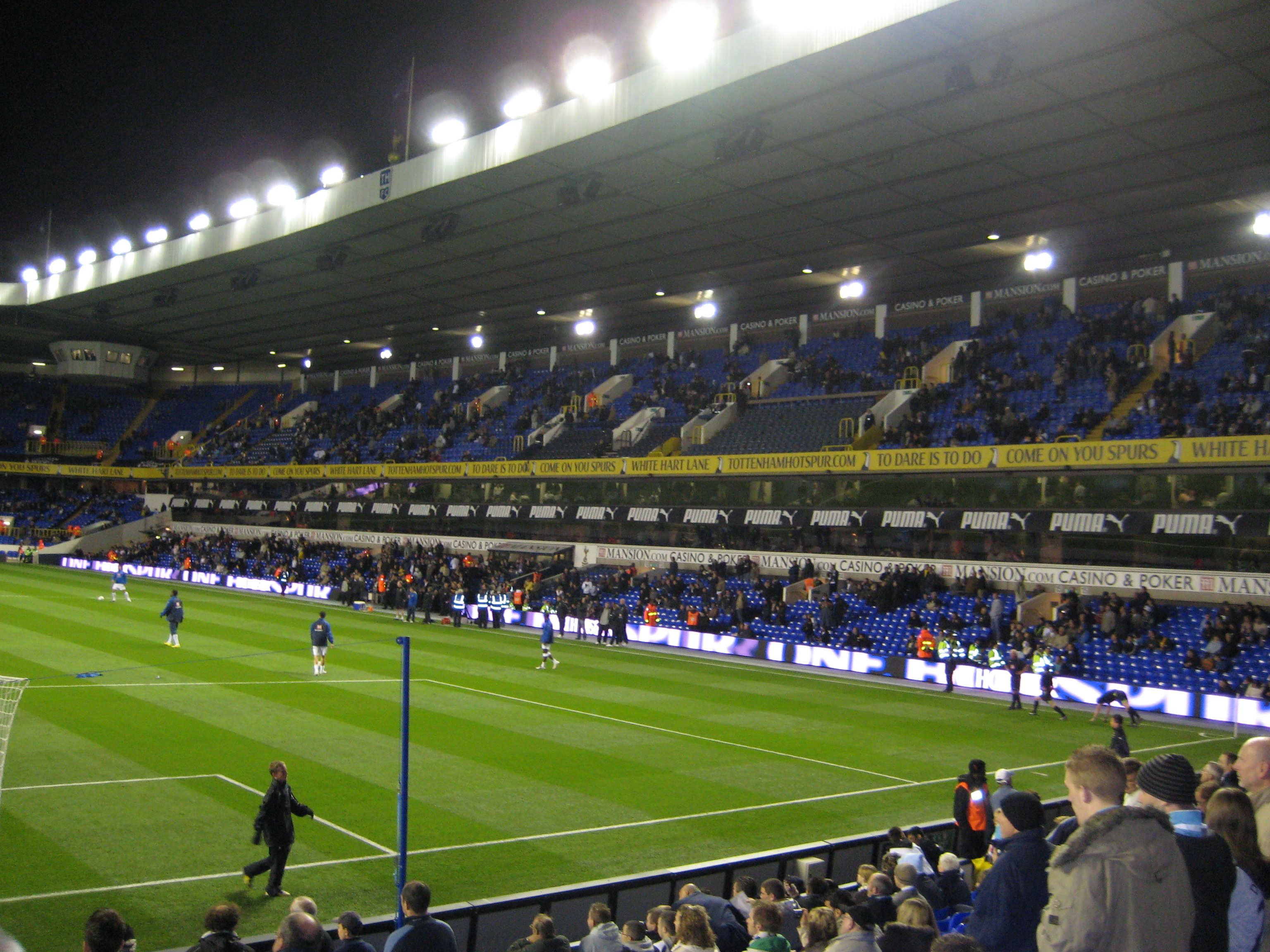